# Вале (Верхняя Сона)
Вале́ (фр. Valay) — коммуна во Франции, находится в регионе Франш-Конте. Департамент — Верхняя Сона. Входит в состав кантона Пем. Округ коммуны — Везуль.
Код INSEE коммуны — 70514.

## География
Коммуна расположена приблизительно в 300 км к юго-востоку от Парижа, в 31 км западнее Безансона, в 50 км к юго-западу от Везуля.
По территории коммуны протекает небольшая река Туруж (фр. Tourouge), приток реки Оньон.

## Население
Население коммуны на 2010 год составляло 685 человек.
| 1962 | 1968 | 1975 | 1982 | 1990 | 1999 | 2010 |
| ---- | ---- | ---- | ---- | ---- | ---- | ---- |
| 548  | 486  | 506  | 456  | 436  | 512  | 685  |

## Экономика
В 2010 году среди 415 человек трудоспособного возраста (15—64 лет) 297 были экономически активными, 118 — неактивными (показатель активности — 71,6 %, в 1999 году было 66,0 %). Из 297 активных жителей работали 270 человек (146 мужчин и 124 женщины), безработными было 27 (8 мужчин и 19 женщин). Среди 118 неактивных 20 человек были учениками или студентами, 37 — пенсионерами, 61 были неактивными по другим причинам.

## Достопримечательности
- Церковь Св. Петра (1840 год). Исторический памятник с 1983 года[3]
- Руины часовни (скита) Св. Цецилии (XIII век). Исторический памятник с 1994 года[4]
- Старая кузница Гран-Вале (1689 год). Исторический памятник с 1997 года[5]

## Фотогалерея

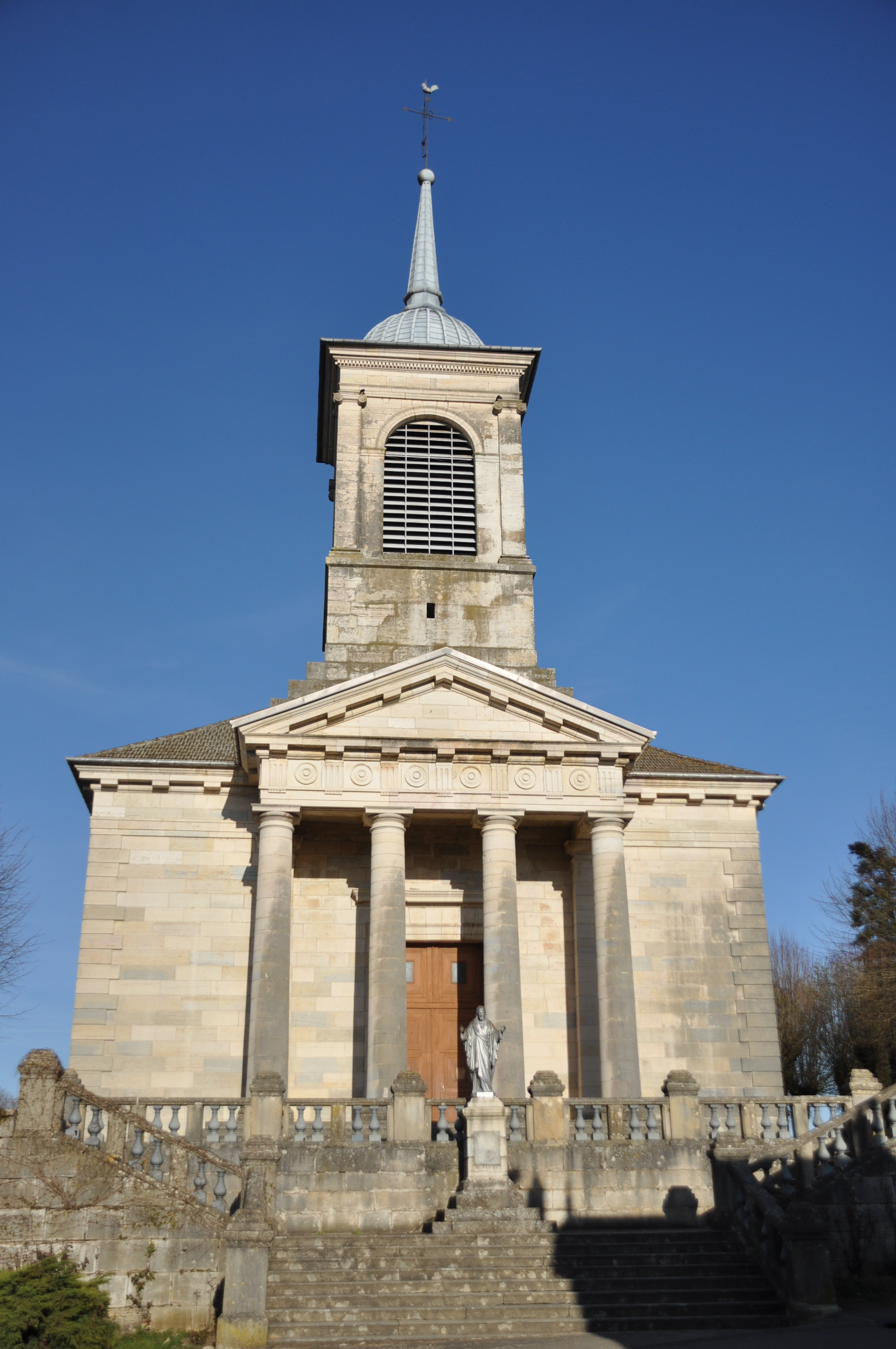
Церковь Св. Петра
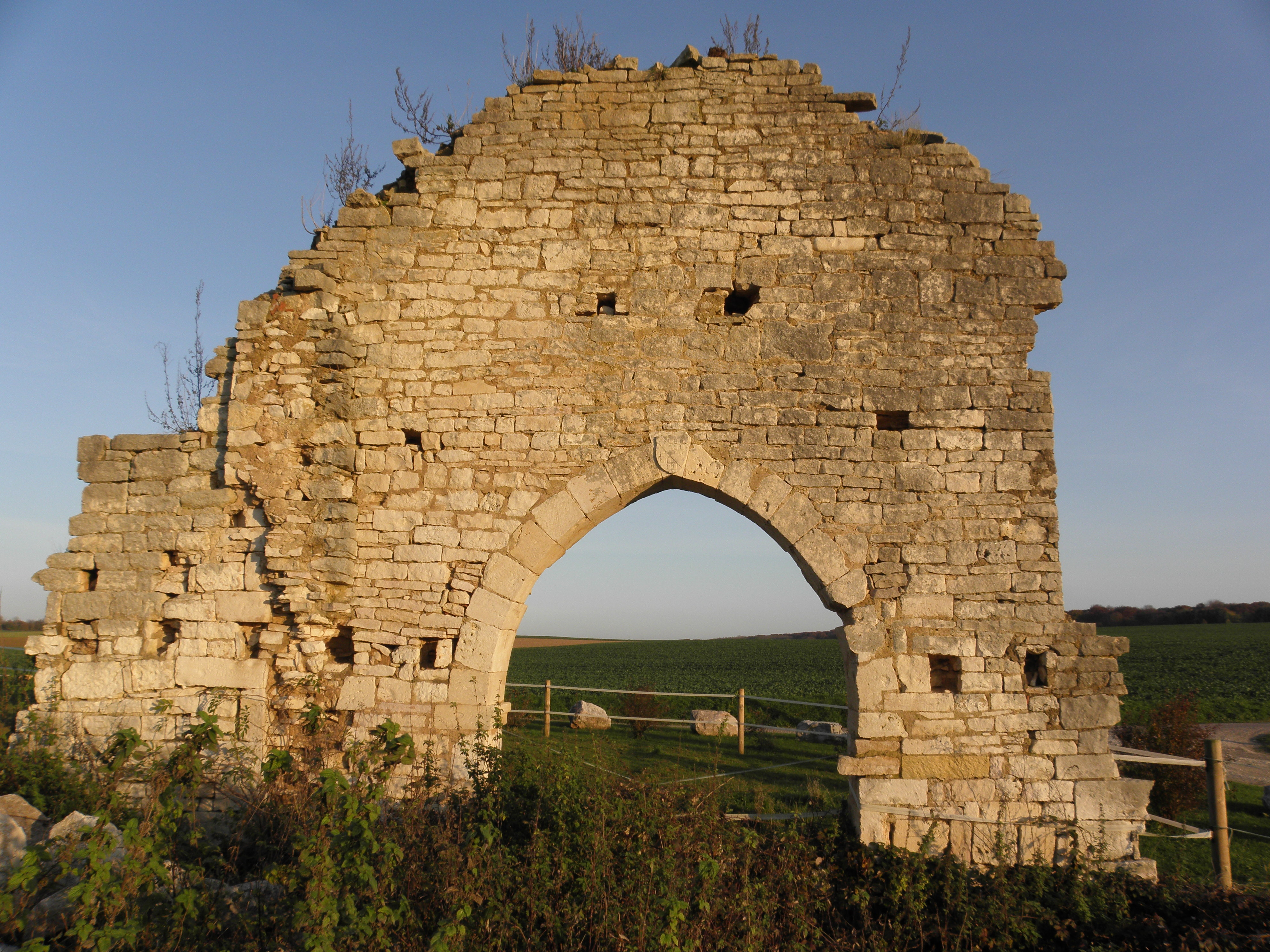
Руины часовни (скита) Св. Цецилии
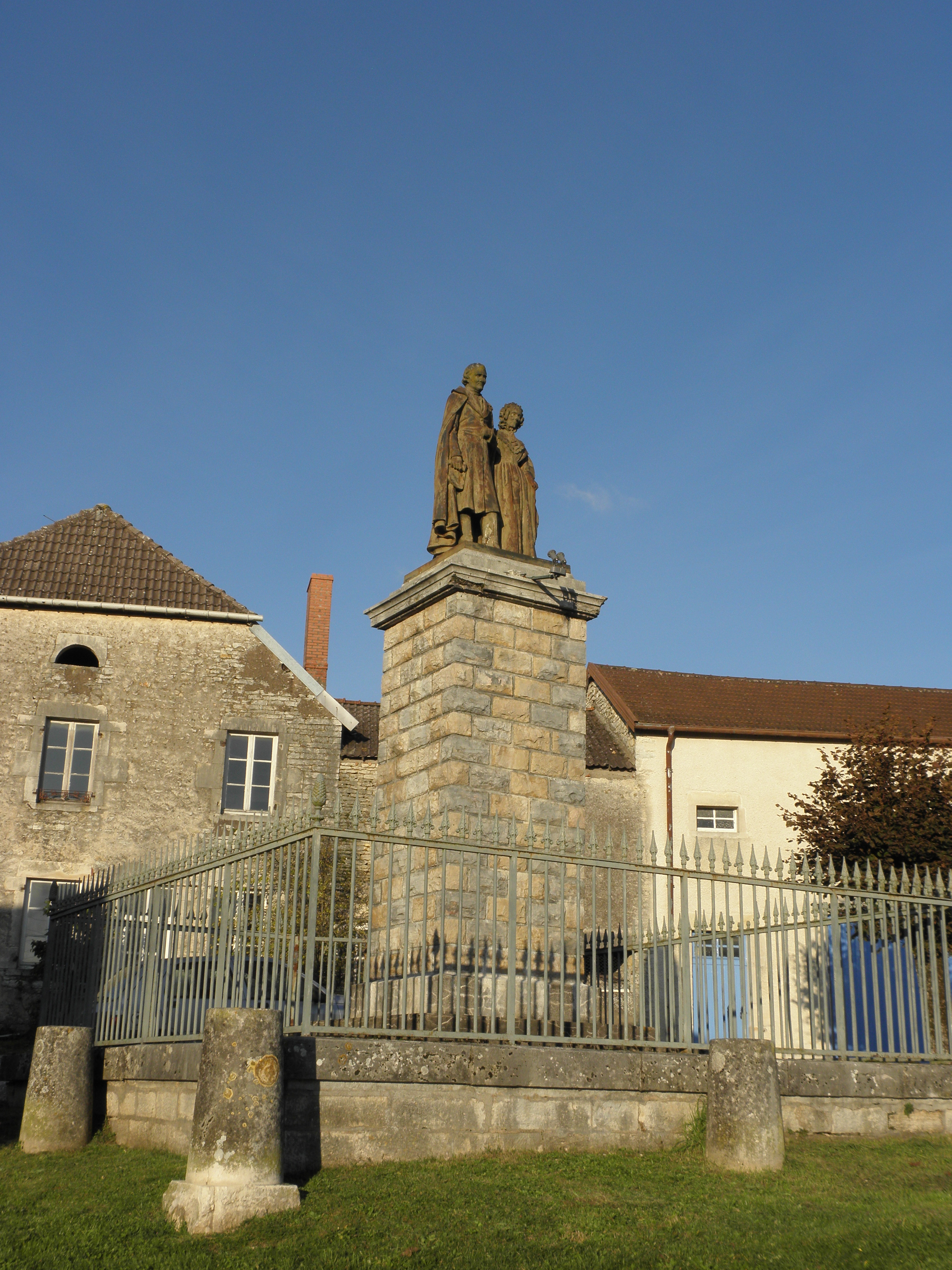
Военный мемориал